# Johann George Schreiber

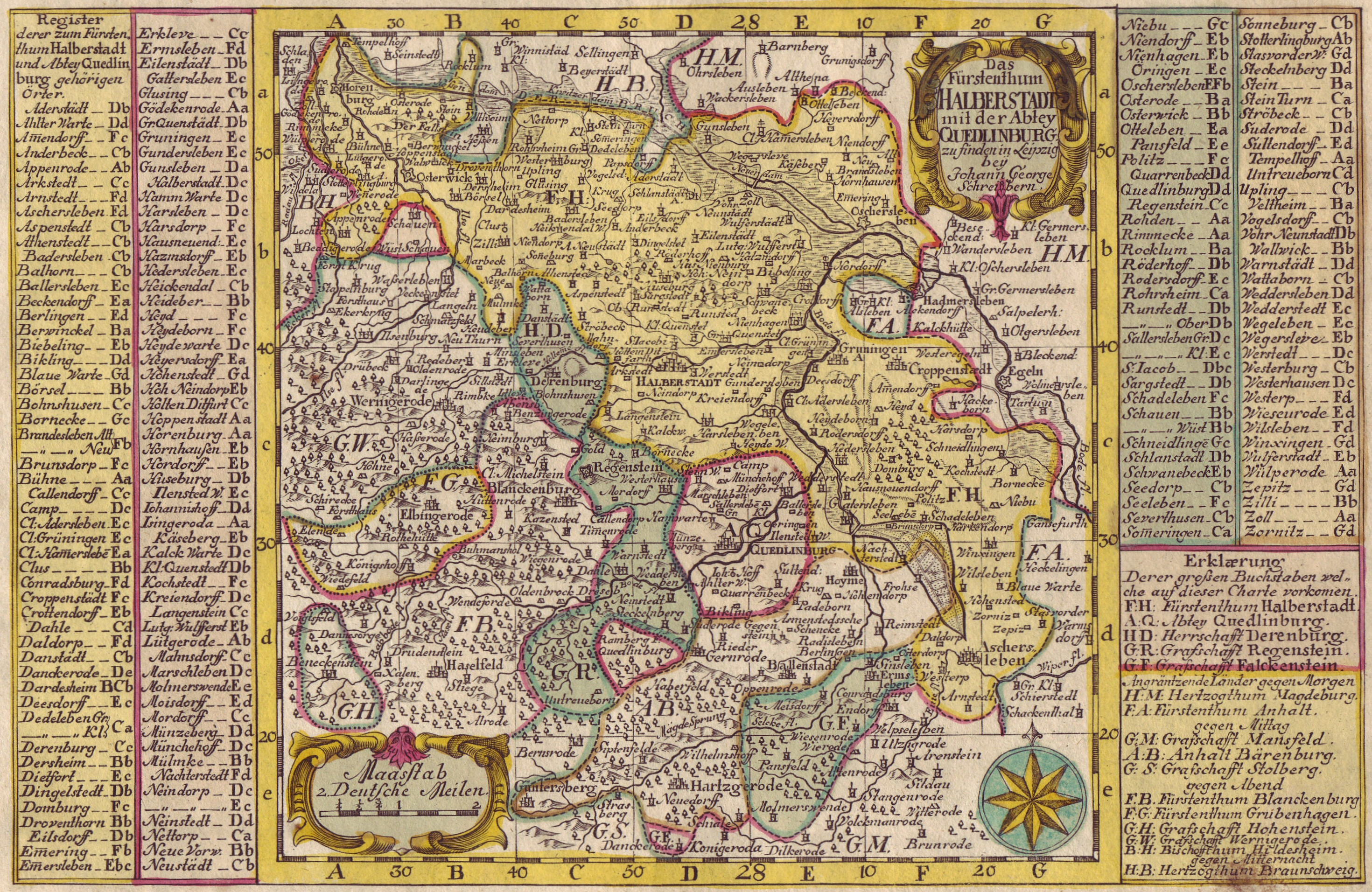
Karte des Fürstentums Halberstadt

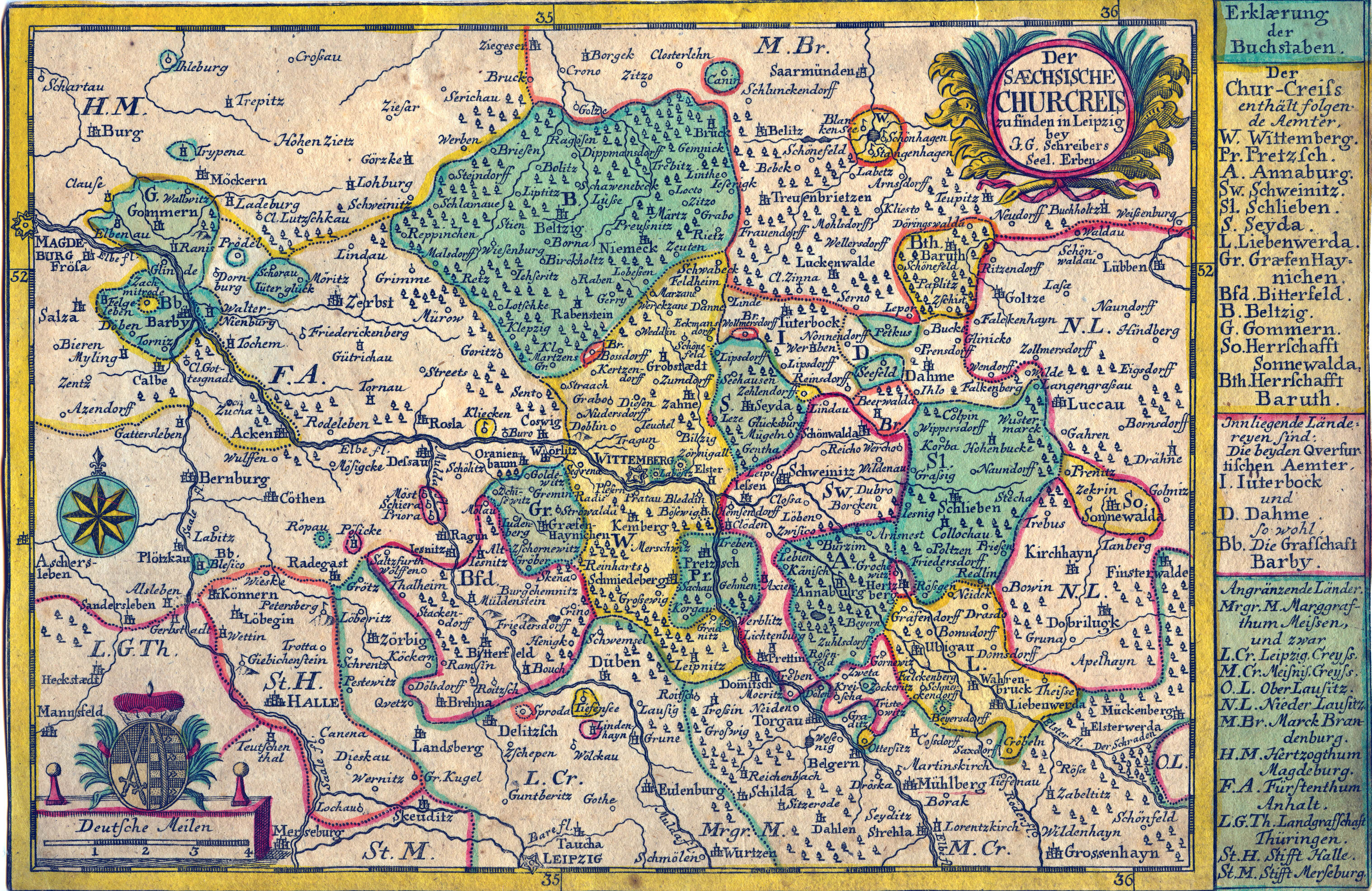
Karte des sächsischen Kurkreises, erschienen bei Schreibers Erben

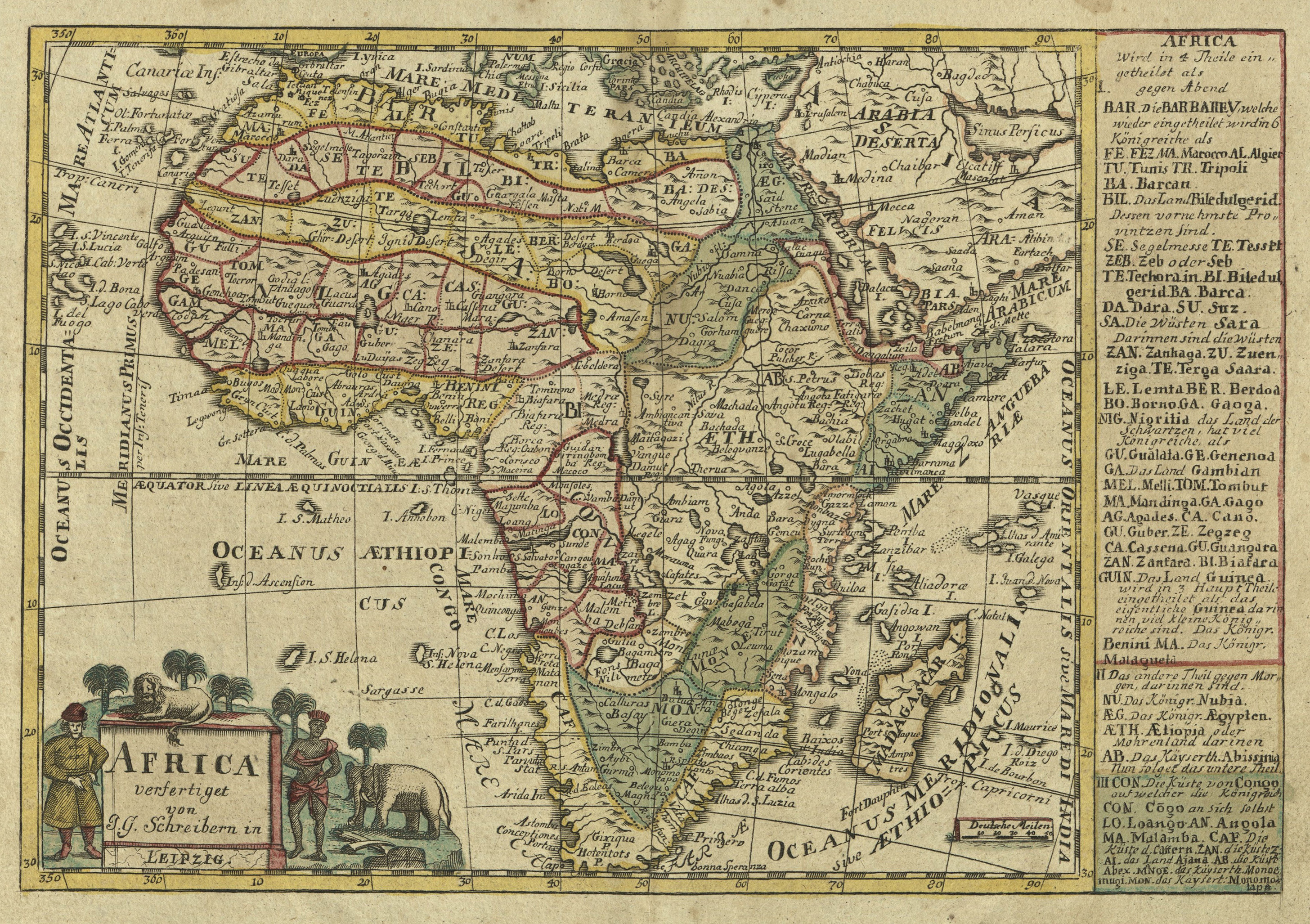
Karte des Afrika, 1730

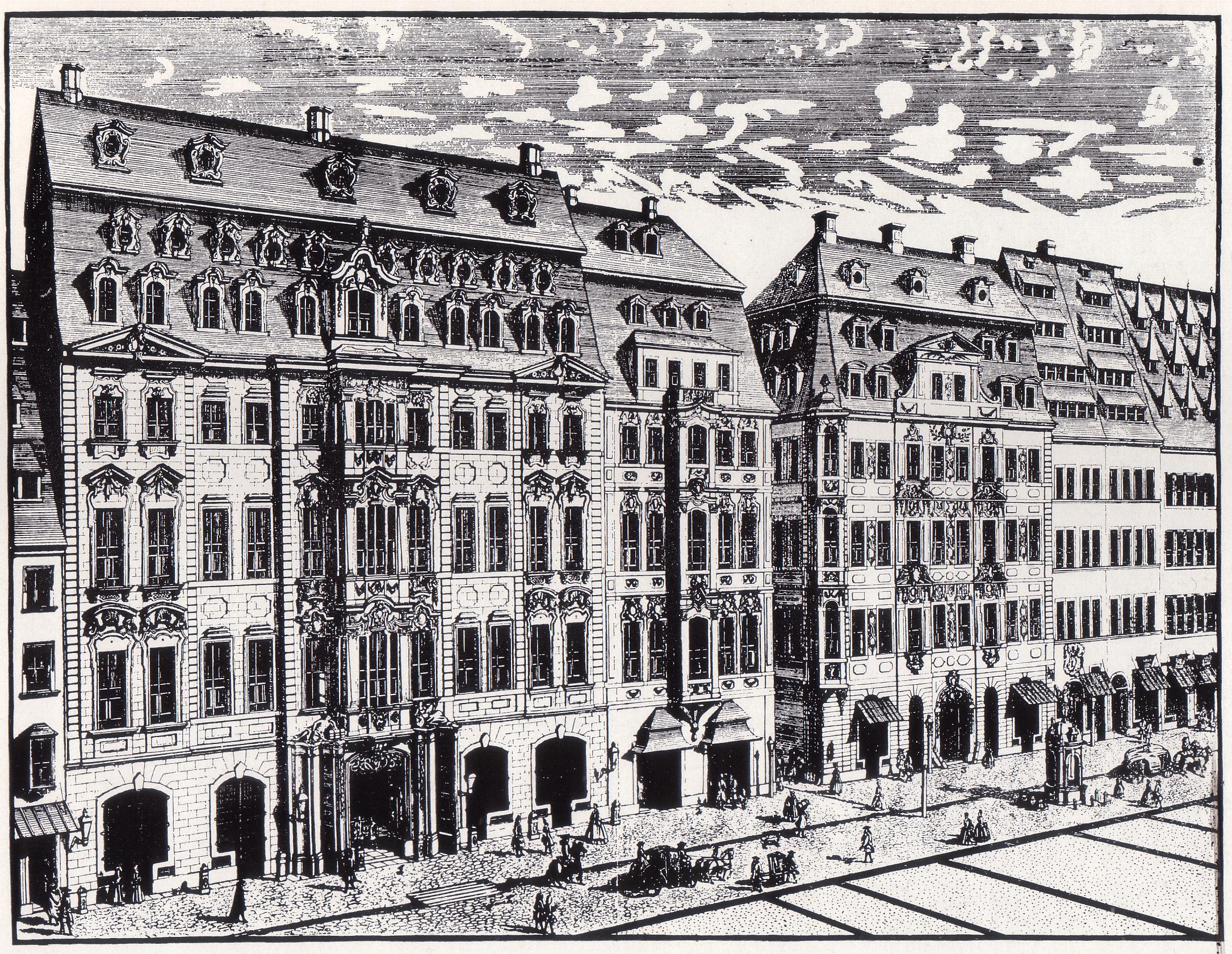
Katharinenstraße 16, 14 und 12 in Leipzig (Stich um 1720). In der Mitte das Café Zimmermann

Johann George Schreiber (auch Johann Georg Schreiber; * 10. Dezember 1676 in Spremberg; † 31. Juli 1750 in Leipzig) war ein deutscher Kupferstecher, Kartograph und Verleger.

## Leben
Johann George Schreiber wurde als sechstes von sieben Kindern der Eheleute Hans und Anna Schreiber in Spremberg geboren. Sein Vater war Tischler. Die Familie lebte angesehen, jedoch in sehr bescheidenen Verhältnissen.
Schreiber war der erste deutsche Kartenverleger im Kurfürstentum Sachsen.
Im Jahre 1700 erhielt er den Auftrag, einen Plan der Stadt Bautzen herzustellen, auf dem alle Häuser der Stadt zu sehen sein sollten. Dieser, später Schreiberplan genannte, Kupferstich wurde von ihm am 12. August 1700 fertiggestellt.
Nach Schreibers Tod 1750 führte seine Witwe gemeinsam mit seinem Sohn Johann Christian Schreiber das Geschäft weiter. Neue und neu aufgelegte Kupferstiche enthalten daher im Titel die Hinweise „Schreibers seelige Witwe“ oder „J.G. Schreibers seelige Erben“ (z. B. Karte Der Sächsische Chur-Creis…, 1752) oder „Johann Christian Schreiber“.

## Würdigung
Ihm zu Ehren wurde nach der Wiedervereinigung 1990 in Neusalza-Spremberg die Querverbindung zwischen Bahnhofstraße und Obermarkt, die ehemalige Ernst-Thälmann-Straße, in George-Schreiber-Straße umbenannt, und an der Nordwand der Sparkasse eine Gedenktafel mit folgender Inschrift angebracht: „Johann George Schreiber (1676–1750). Bedeutender Kartograph, Geograph, Kupferstecher und Verleger, Sohn unseres Stadtteiles Spremberg“. Danach folgen fünf biographische Eckdaten.

## Werke (Auswahl)
Schriften
- Atlas Selectus von allen Königreichen und Ländern der Welt, Zum bequemen Gebrauch in Schulen, auf Reisen und bey dem Lesen der Zeitungen, Leipzig : Schreiber, 1730. (Digitalisat)
- Geographische Beschreibung der Nieder-Lausitz und der angräntzenden Oerter in Schlesien, 1748 (Digitalisat)

- Atlas von Sachsen mit zahlreichen Ämterkarten
- Atlas Geographicus

Karten
- Ober-Lausitz / entworffen und in Kupfer gestochen von Johann George Schreibern, 1727, ND Rohrstuhl, Bad Langensalza 2009
- Der Priebussische Creis in den Fürstenthume Sagan nebst der daran gerntzenden Herrschafft Muska(u) in der Ober-Lausitz…, um 1745
- Die Hertzogthümer Curland und Liefland…, um 1749
- Das Fürstenthum Halberstadt mit der Abtey Quedlinburg…, von 1750
- Neue ReiseCharte durch Sachsen…, 1752
- Der Saechsische Chur-Creiß…, von 1752, von Johann Georg Schreibers Erben
- Das Amt Torgau…, 1752
- Die Aemter Annaburg, Schweinitz, Schlieben, Liebenwerda und die Herrschafft Sonnewalde, 1752, J.G. Schreibers Erben
- Die Aemter Borna, Pegau und Coldi(t)z in dem Leipziger Creiße gelegen…, undatiert, 18. Jahrhundert
- Der Leipziger Creiß…, undatiert?, 18. Jahrhundert
- Das Hertzogthum Lüneburg…, undatiert?, 18. Jahrhundert
- Das Amt Grossen-Hayn mit Zabeltitz in Meissn: Creise gelegen…, undatiert?, 18. Jahrhundert
- Das Amt Mühlberg…, undatiert?, 18. Jahrhundert
- Das Amt Voigtsberg in dem Voigtländischen Creise gelegen, zu finden bey Joh. George Schreiber zu Leipzig, undatiert, Leipzig um 1730[2]
- Die Graeflich Schoenburgischen Herrschafften und Aemter Glauchau, Waldenburg, Lichtenßtein, Hartenßtein, Stein, Remißsen, Rochsburg, Penig, Wechßelburg, Oelsnitz und Ziegelheim bey J.G.Schreybers seel. Wittbe, von seiner Witwe herausgegeben, undatiert(?), nach 1750
- Chorographia Territorii Naumburgo-Citiensis : Episcopatus olim nomine celebris una cum magna Confiniorum parte / exactissime designata a Ioh: Georg: Schreibero ; Edita curis et impensis Homannianorum Heredum Norib[ergae], A. 1732 (Digitalisat)

Kupferstiche
- Schreiberplan: verschiedene Abbildungen aus/der Stadt Bautzen 1709 u. 1710
- Stich der Katharinenstraße 12–16 in Leipzig, um 1720
- Das Hochfüstl: Sächsisch(e) Schloß Moritzburg an der Elster. Anno 1725, Stich des befestigten Schlosses Moritzburg, Zeitz, 1725
- Der Marckt nebst einem großen Theil der Stadt Leipzig, um 1740